# Henry Fielding
Henry Fielding [hénri fílding-], angleški pisatelj, * 22. april 1707, Sharpham Park, Glastonbury, grofija Somerset, † 8. oktober 1754, Lizbona.

## Življenje in delo
Rodil se je v plemiški družini, študiral pravo, živel kot svoboden pisatelj in nazadnje kot sodnik. Najprej se je ukvarjal s pisanjem iger za gledališče in uspel s številnimi politično-satiričnimi komedijami in farsami (Valižanska opera; Zgodovinski register za 1736; Tragedija nad tragedijami in drugimi deli, po uvedbi cenzure gledaliških del leta 1737 pa je pisal samo romane, politične spise in eseje. Z romanom Zgodba o dogodivščinah Josepha Andrewsa in njegovega prijatelja gospoda A. Adamsa (The History of the Adventures of Joseph Andrews and of his Friend Mr. A. Adams, 1742) je ustvaril parodijo, s katero je hotel osmešiti sentimentalnost Richardsonovega romana Pamela ali poplačana krepost (Pamela or Virtue Rewarded, 1740). Že tu se je naslonil na tradicijo španskega pustolovskega romana, deloma tudi na Cervantesovega Don Kihota. Sledil je obsežen roman Tom Jones (1749) in nazadnje, manj posrečeno delo Amelia (1751). Fielding je v vseh delih poskušal ustvarjati po načelih lastne teorije o romanu, ki je roman razglašala za »komični ep v prozi«, se pravi za delo, ki mora podobno kot ep biti obsežno, objektivno in hkrati komično zabavno; to pa zato, da bi tem bolj učinkovalo s svojo razsvetljensko poučno idejo. Bil je racionalist in didakt v smislu razsvetljenskih idej, vendar je njegova metoda zelo moderna; realistično prikazuje mestno in vaško življenje, ustvarja žive in psihološko poglobljene osebe in mojstrsko oblikuje mnoge zanimive epizode. Fiedlingovi romani predstavljajo vrh angleškega nravstveno realističnega romana, on pa za začetnika modernega angleškega romana. 